# Pyrgos (Samos)
Pyrgos (griechisch Πύργος (m. sg.) ‚Turm‘) ist ein Dorf im Gemeindebezirk Pythagorio auf der griechischen Insel Samos.

## Lage

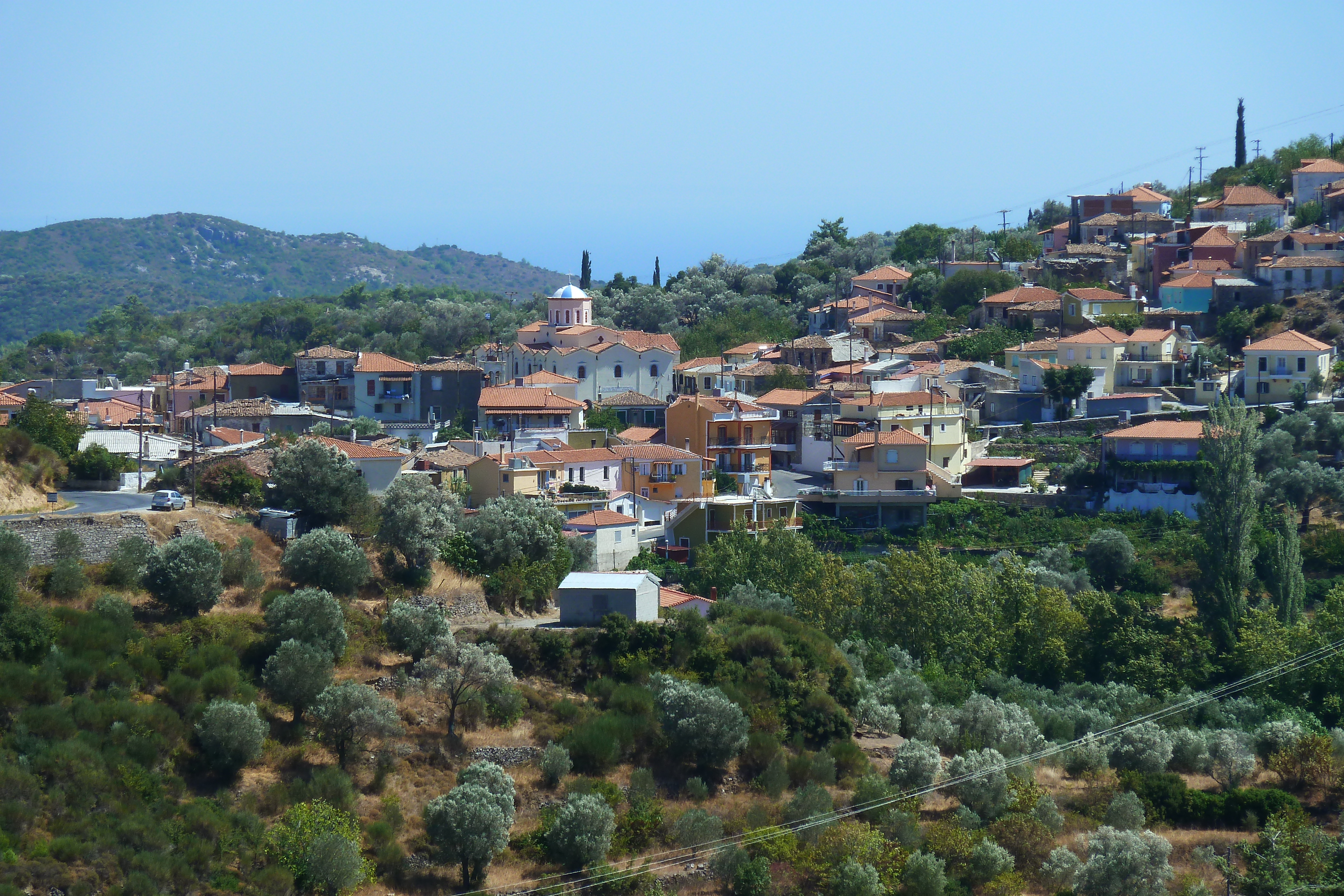
Pyrgos

Der Ort liegt in 390 m Höhe auf einem Sattel der den Übergang von der Westseite zur Ostseite der Insel darstellt. In unmittelbarer Nähe des Dorfes verlaufen zwei Bäche aus dem Ambelos-Gebirge, der Amfilysos (Αμφίλυσος) fließt nach Westen und der Imvrasos nach Osten. Zusätzlich kreuzen sich zwei Durchgangsstraßen, die West-Ost-Verbindung (Karlovasi-Pythagorio) und eine untergeordnete Nord-Süd-Verbindung.
Die ersten Siedler kamen im 16. Jahrhundert aus dem gleichnamigen Dorf Pyrgos auf der Peloponnes.
Einwohnerentwicklung von Pyrgos
| 1913 | 1920 | 1928 | 1940 | 1951 | 1961 | 1971 | 1981 | 1991 | 2001 | 2011 |
| ---- | ---- | ---- | ---- | ---- | ---- | ---- | ---- | ---- | ---- | ---- |
| 1542 | 1401 | 1561 | 1750 | 1480 | 1293 | 918  | 724  | 653  | 562  | 419  |

## Wirtschaft
Das Haupteinkommen liegt in der Erzeugung von Wein, Olivenöl, Äpfeln und Honig. Gelegentlich veranstalten Reiseunternehmen Wander- und Bustouren zu einem der einheimischen Winzer.